# Arteriae centrales anterolaterales
Als Arteriae centrales anterolaterales (auch: Arteriae lenticulostriatae) werden mehrere kleine Arterien zusammengefasst, die senkrecht aus der Arteria cerebri media entspringen, kurz nachdem diese aus der Arteria carotis interna hervorgegangen ist.

## Versorgungsgebiet
Nach Eintritt in die Hirnsubstanz durch die Substantia perforata anterior versorgen die Aa. centrales anterolaterales
- Teile des Striatums sowie des Pallidums
- einen kleinen Bereich des Thalamus
- einen Großteil der Capsula interna.

## Pathologie
Durch den ungünstigen Abgangswinkel von 90° aus der A. cerebri media und die daraus resultierenden Verwirbelungen des Blutstroms findet man in diesem Bereich besonders häufig arteriosklerotisch bedingte Veränderungen der Gefäßwände. Kommt es durch vollständigen Verschluss oder Ruptur zu einem Infarkt beziehungsweise einer intrazerebralen Blutung, so hat dies durch Minderversorgung der oben genannten Strukturen eine Lähmung der kontralateralen Körperhälfte (Hemiplegie) zur Folge.